# 연기금
연기금은 연금기금(年金基金, pension fund, superannuation fund)의 약자로, 연금제도에 의해 모여진 자금으로서 연금을 지급하는 원천이 되는 기금을 말한다.

## 분류
1. 연기금의 종류에 따른 분류: 국민연금기금ㆍ사학연금기금ㆍ공무원연금기금 등
2. 연기금 운용주체에 따른 분류:  공적 연금ㆍ기업연금ㆍ개인연금 등

## 같이 보기
- 국부 펀드